# デュッセルドルフ日本人学校
デュッセルドルフ日本人学校（独: Japanische Internationale Schule e.V. in Düsseldorf, 略称：JISD）とはドイツのデュッセルドルフにある日本人学校である。なお、同じ敷地内にはデュッセルドルフ日本語補習校（独: Japanische Ergänzungsschule in Düsseldorf）も存在する。

## 歴史
1971年4月21日にオーバーカッセルにある聖アントニウス教会に付属するカニージウスハウスを仮校舎にして開校。開校当時在籍していたのは小学部5年生から中学部3年生の43人だった。翌1972年にドン・ボスコ・シューレの校舎を借り、小学部の1年から4年までのクラスを新たに設置。こちらには90人の生徒が当時在籍していた。同年、当時の文部省がJISDを正式に日本人学校としての認可を行った。
1973年3月9日にそれまでの校舎を統合した新しい校舎が現在の地に開校。生徒数は順調に伸び続け、1983年には中等部6学級をランカー通りにある別の学校の校舎を間借りする形で移転。1985年には880人の生徒が在籍していた。
当時欧州には日本式の高等教育を行う学校が無く、またJISDもドイツの高校に入れる程度のドイツ語を教えていなかった為生徒の多くは中学卒業後、日本国内の高校へ進学していた。この時点の入学者数は900人程であった。
生徒数は1992年に998名となりピークを迎えたが、その後は減少傾向にある。2001年にはランカー通りの校舎から中学部を引き上げ、小学部がある校舎に統合している。
1980年代前半から2003年までの時点で中等部は常に500人以上の生徒を抱えていた。
2016年時点で生徒数は小学部で356人、中等部は108人が在籍していた。

## カリキュラム
生徒の親が日本で高等教育を受ける事を望んでいる事もあり授業は基本的に日本語で行われている。外国語教育は1985年時点では一週間辺り2時限のドイツ語クラスが行われているのみであった。 AP通信の記者の質問に対し当時の学校幹部は演劇やピクニックなどを通して地元の人々との文化交流を図りたいと述べていた。

## 教員
教員の多くは文部科学省の在外教育施設派遣により、日本から派遣されている。1985年時点で30名程の教師が働いていた。

## 主な出身者
- 伊藤真（伊藤塾塾長、弁護士）
- 小西雅子（世界自然保護基金ジャパン気候変動オフィサー、気象予報士、元中部日本放送アナウンサー）
- 村山斉（物理学者、東京大学カブリ数物連携宇宙研究機構初代機構長）
- 三浦りさ子（タレント、モデル）
- 沢松奈生子（元女子プロテニス選手）
- 田村英里子（女優、歌手）
- 平松あゆみ（フリーアナウンサー、元フジテレビアナウンサー）
- 新倉瞳（チェリスト）
- 網野泰寛（実業家）
- ニシダ（ラランド）